# Ahmed El Mazoury
Ahmed El Mazoury (ur. 15 marca 1990) – włoski lekkoatleta specjalizujący się w biegach długich.
Bez sukcesów startował w mistrzostwach świata w biegu na przełaj oraz czempionacie Europy w przełajach. W 2011 zdobył w biegu na 10 000 metrów srebro młodzieżowych mistrzostw Europy. Medalista mistrzostw kraju oraz reprezentant Włoch w drużynowych mistrzostwach Starego Kontynentu i w pucharze Europy w biegu na 10 000 metrów.
Rekord życiowy: bieg na 10 000 metrów – 28:36,40 (8 czerwca 2013, Prawec). 

## Osiągnięcia
| Rok  | Impreza                                   | Miejsce      | Konkurencja      | Lokata      | Wynik      |
| ---- | ----------------------------------------- | ------------ | ---------------- | ----------- | ---------- |
| 2008 | Mistrzostwa świata w biegu na przełaj     | Edynburg     | bieg na 7 km     | 69. miejsce | 25:34      |
| 2008 | Mistrzostwa Europy w biegu na przełaj     | Bruksela     | bieg na 6 km     | 29. miejsce | 19:35      |
| 2011 | Mistrzostwa świata w biegu na przełaj     | Punta Umbría | bieg na 12 km    | 70. miejsce | 37:00      |
| 2011 | Superliga drużynowych mistrzostw Europy   | Sztokholm    | bieg na 5000 m   | 8. miejsce  | 13:45,89   |
| 2011 | Młodzieżowe mistrzostwa Europy            | Ostrawa      | bieg na 10 000 m | 2. miejsce  | 28:46,97   |
| 2013 | Puchar Europy w biegu na 10 000 metrów    | Prawec       | indywidualnie    | 3. miejsce  | 28:36,40   |
| 2013 | Puchar Europy w biegu na 10 000 metrów    | Prawec       | drużynowo        | 1. miejsce  | 1:26:32,92 |
| 2013 | Igrzyska śródziemnomorskie                | Mersin       | bieg na 10 000 m | 4. miejsce  | 29:59,28   |
| 2014 | Mistrzostwa Europy w biegach przełajowych | Samokow      | bieg na 10 km    | 20. miejsce | 33:43      |
| 2016 | Mistrzostwa Europy                        | Amsterdam    | bieg na 10 000 m | 9. miejsce  | 29:29,36   |